# Franklin April
Franklin April (Windhoek, 18 de abril de 1984 - Windhoek, 18 de octubre de 2015) fue un futbolista namibio que jugaba en la demarcación de defensa.

## Biografía
Tras formarse en la cantera del club desde 1999, debutó finalmente en 2001 con el primer equipo del FC Civics. Jugó en el club durante catorce años, haciéndose con los dos principales títulos del fútbol en Namibia: la Premier League de Namibia en 2005, 2006 y 2007; y la NFA-Cup en 2003 y en 2008.
Falleció el 18 de octubre de 2015 a los 31 años de edad, aparentemente tras un ataque de asma.

## Selección nacional
Jugó un total de 20 partidos con la selección de fútbol de Namibia. Debutó el 7 de septiembre de 2003 en un partido amistoso contra Angola, encuentro que finalizó con un resultado de 0-2 a favor del conjunto namibio. Además jugó la Copa Cosafa de 2006 y 2007. Su último partido con la selección lo jugó en la Copa Africana de Naciones 2008 el 21 de enero de 2008 contra Marruecos.

## Clubes
| Club      | País    | Año         | Partidos | Goles |
| --------- | ------- | ----------- | -------- | ----- |
| FC Civics | Namibia | 2001 - 2015 | 210      |       |

## Palmarés

### Campeonatos nacionales
| Título                    | Club      | País    | Año  |
| ------------------------- | --------- | ------- | ---- |
| Premier League de Namibia | FC Civics | Namibia | 2005 |
| Premier League de Namibia | FC Civics | Namibia | 2006 |
| Premier League de Namibia | FC Civics | Namibia | 2007 |
| NFA-Cup                   | FC Civics | Namibia | 2003 |
| NFA-Cup                   | FC Civics | Namibia | 2008 |